# Albert Almasqué i Domènech
Albert Almasqué i Domènech   (Barcelona, 25 de desembre de 1888 - Miami, 10 de juliol de 1976) fou un futbolista català de la dècada de 1900, així com empresari.

## Trajectòria
És un dels jugadors més joves en disputar un partit amb el Barça. Va jugar al FC Barcelona entre 1901 i 1903, any en què passà al FC Català, club on jugà tres temporades més. El 1906 retornà al Barcelona, on encara jugà fins a la temporada 1908-09.
Fou germà del també futbolista Alfons Almasqué i Domènech.
Fou director de la Societat Nestlé a Xile i Bolívia entre 1916 i 1920, i a Cuba entre 1921 i 1931 i president des de 1932. Era un poderós membre de l'oligarquia cubana en el moment de la revolució cubana, fet que l'obligà a exiliar-se a Miami.

## Palmarès
- Copa Macaya:
  - 1901-02
- Copa Barcelona:
  - 1902-03
- Campionat de Catalunya de futbol:
  - 1908-09